# 그리피스 공원

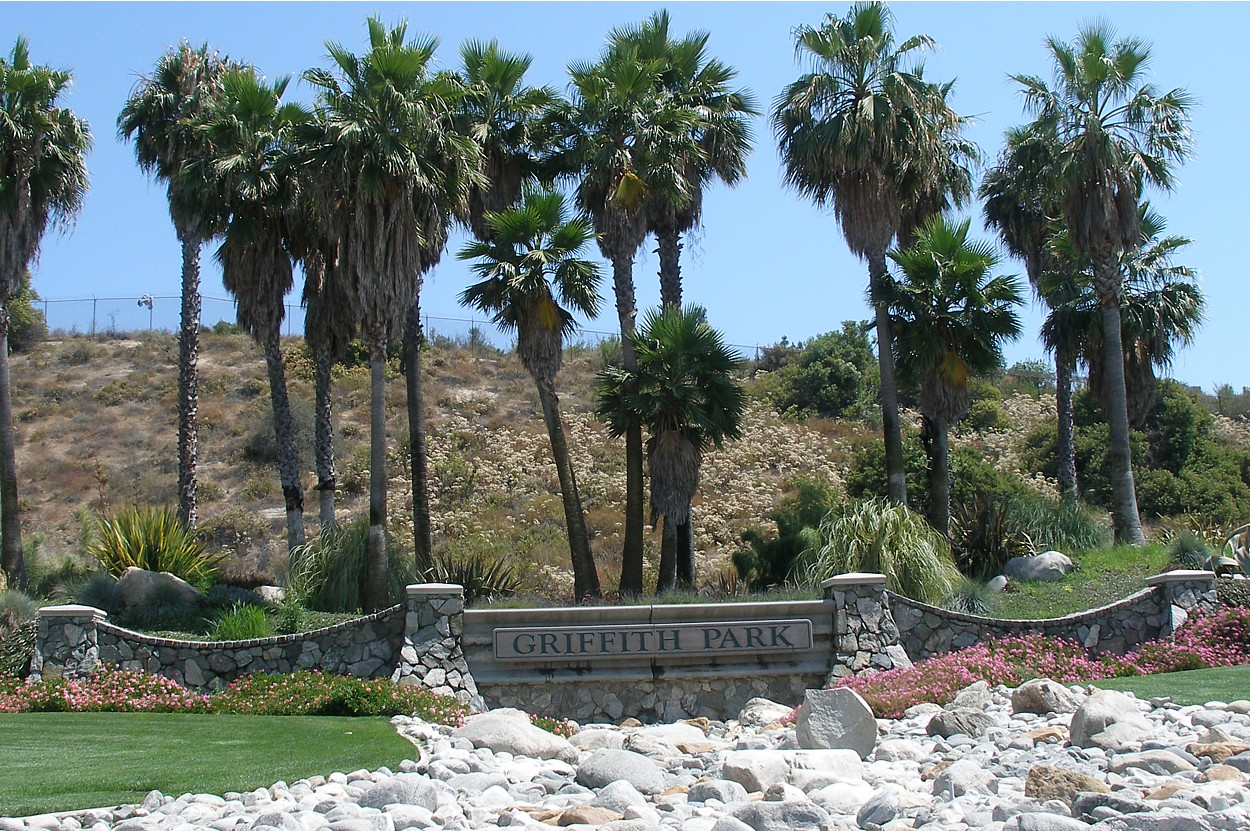
그리피스 공원

그리피스 공원(Griffith Park)은 캘리포니아 로스앤젤레스의 로스 펠리즈 지역에 있는 산타모니카 산맥의 동쪽 끝에 있는 대규모 시립 공원이다. 이 공원에는 로스앤젤레스 동물원, 미국 서부 오트리 박물관, 그리피스 천문대, 할리우드 사인과 같은 인기 명소가 있다. 많은 영화에 등장했기 때문에 이 공원은 북미에서 가장 유명한 시립 공원 중 하나이다.
뉴욕시의 센트럴 파크와 샌프란시스코의 골든 게이트 파크와 비교되긴 했지만, 이 두 공원보다 훨씬 더 크고 더 울퉁불퉁한다. 로스앤젤레스 레크리에이션 및 공원 위원회는 2014년 1월 8일에 공원의 특성을 "도시의 황야"로 채택했다. 이 공원은 4,310에이커(1,740ha)의 땅을 덮고 있어 북미에서 가장 큰 도시 공원 중 하나이다. 샌디에이고의 미션 트레일 보호구역 다음으로 캘리포니아에서 두 번째로 큰 도시 공원이며 미국에서 11번째로 큰 시립 공원이다.